# Pavao Medač
Don Pavao Medač (Trema, župa Sveti Petar Čvrstec kod Križevaca, 16. kolovoza 1955.),rimokatolički svećenik Kotorske biskupije i crkveni povjesničar. 
Rodom Hrvat.

## Životopis
Rodio se je kao četvrto dijete u obitelji Josipa i Marije 1955. godine u Tremi. Od 1970. živi u Zagrebu. Nakon što je završio srednju školu, zaposlio se je kao tekstilni pogonski tehničar u Tvornici konca Unitas gdje je radio 12 godina. Nakon toga deset je godina bio zaposlenik u Muzejsko-galerijskog centra na Gornjem gradu. Uz završio je Institut za teološku kulturu laika pri KBF-u. Pripremajući se za poziv vjeroučitelja, nakon toga je apsolvirao Katehetski institut na zagrebačkom KBF-u. Surađivao je kao vjernik laik u Malom tečaju Kursiljo i Molitvenoj zajednici MiR. Od 1995. godine šest je godina obnašao misiju duhovnog asistenta u Centru za duhovnu pomoć. Tijekom tog vremena studirao je bogoslovlje na KBF-u. Nakon što je završio studij, prešao je na Bogosloviju kao svećenički kandidat Kotorske biskupije. U župi sv. Petra primio je red đakonata 21. srpnja 2002. godine. 1. veljače 2003. u Kotoru kotorski biskup Ilija Janjić zaredio ga je za svećenika.
Svećenik je Kotorske biskupije. Mladu je misu slavio 16. veljače 2003. u svojoj dosadašnjoj župi sv. Petra u Zagrebu zajedno sa župnikom mons. Matijom Stepincem, bivšim rektorom Bogoslovnog sjemeništa u Zagrebu i profesorom na Katoličkome bogoslovnom fakultetu u Zagrebu dr. Josipom Oslićem i više svećenika.
Danas je župnik u crkvi sv. Eustahija. Na mjestu župnika naslijedio je don Branka Sbutegu.
Kancelar je Ordinarijata Kotorske biskupije.

## Djela
- Sloboda je biti ljubav, 2004. (prir. Srećko Majić)
- Blaženi Gracija iz Mula: prigodom 500. obljetnice Blaženikove smrti : (1508. – 2008.) (suautor P. V. Capanaga), 2008.
- Blaženi Gracije iz Mula (zvučna knjiga, interpretacija teksta Tomislav Baran, ur. Mirko Hrkač), 2011.

Zastupljen u zborniku Kako je lijepo biti svećenik : svjedočanstva radosti i nade..., prireditelja Vlade Čuture, u izdanju Glasa Koncila 2010. godine.

## Vanjske poveznice
- (Diana): Radio Vatikan: Crkvena zbivanja u Boki – pripremio don Pavao Medač  Arhivirana inačica izvorne stranice od 7. kolovoza 2014. (Wayback Machine), Hrvatsko građansko društvo Crne Gore-Kotor/Radio Vatikan  Arhivirana inačica izvorne stranice od 12. siječnja 2013. (Wayback Machine), 29. prosinca 2012.
- Unitas d. d. Hrvatska tehnička enciklopedija, portal hrvatske tehničke baštine. LZMK